# Vahuști din Kartli
Vahuști din Kartli (în georgiană ვახუშტი; n. 1696, Tbilisi, Regatul Kartli – d. 1757, Moscova, Imperiul Rus) a fost un principe, geograf, istoric și cartograf georgian.